# Staten Katanga

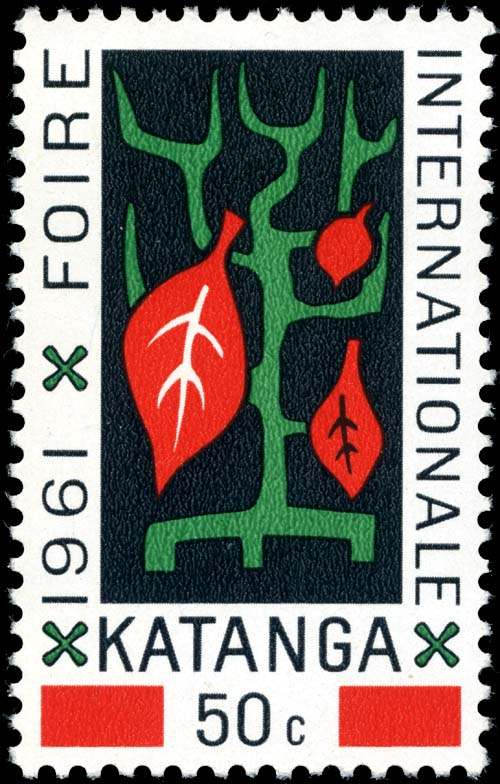
Frimärke från Staten Katanga 1961

Staten Katanga var en kortlivad utbrytarstat ur Kongo-Léopoldville (Republiken Kongo) under Kongokrisen åren 1960–1963.  Staten Katanga utropades den 11 juli 1960 när provinsen Katanga bröt sig ut ur den nybildade Republiken Kongo och förklarade sig självständig. Dess suveränitet erkändes aldrig av någon annan nation men stöddes de facto av den forna kolonialmakten Belgien som hade starka ekonomiska intressen i Katangas koppargruvor i form av gruvbolaget Union Minière du Haut Katanga. Koppar var Katangas främsta naturtillgång och var helt avgörande för den nybildade Republiken Kongos ekonomi. Belgien hade även en stor inofficiell militär närvaro i Katanga under större delen av dess existens. Staten Katanga leddes av Moïse Tshombe.

### Fotnoter
1. ↑  ”Katanga” (på engelska). World Statesmen. http://www.worldstatesmen.org/Congo-K_Provinces_1960-1966.html#Katanga. Läst 3 december 2016.